# Mezinárodní úřad pro výstavnictví
Mezinárodní úřad pro výstavnictví (anglicky Bureau of International Expositions, zkratka BIE, francouzsky: Bureau International des Expositions) je mezivládní organizace založena pro dohlížení na světové a mezinárodní výstavy. Spadá pod úmluvu o mezinárodních výstavách (Convention Relating to International Exhibitions). Hymna Mezinárodního úřadu pro výstavnictví je čtvrtá část 9. Symfonie Antonína Dvořáka.
Výstavy BIE se dělí na dvě typy: registrované výstavy (nazývané jako Světové výstavy nebo Expo) a uznané výstavy (často známé jako mezinárodní nebo specializované výstavy).

## Založení a účel
Mezinárodní úřad pro výstavnictví byl založen při podepsání úmluvy o mezinárodních výstavách dne 22. listopadu roku 1928 v Paříži s těmito cíli:
- Dohlížení na „kalendář" světových výstav
- Výběr pořádajících zemí
- Vytvoření regulačního rámce v němž organizátoři Expo a účastníci mohou společně pracovat v lepších podmínkách

## Členové
BIE má 169 členů včetně Česka, nebo například Slovenska.

### Bývalí členové
V roce 2012 se z členství Mezinárodního úřadu pro výstavnictví odpojila Kanada, protože nechtěla platit 25 000 $ jako poplatek za členství ročně.
Spojené státy se v roce 2001 odpojily od BIE ze stejného důvodu jako Kanada.